# Micropteropus intermedius
Micropteropus intermedius är en däggdjursart som beskrevs av Robert William Hayman 1963. Micropteropus intermedius ingår i släktet Micropteropus och familjen flyghundar. IUCN kategoriserar arten globalt som otillräckligt studerad. Inga underarter finns listade.
Arten är med 57 till 67 mm långa underarmar större än Micropteropus pusillus. Den har en 3 till 5 mm lång svans, 14 till 17 mm långa öron och 16 till 18 mm långa bakfötter.
Denna flyghund förekommer i sydvästra Kongo-Kinshasa och norra Angola. Det finns bara ett fåtal fynd och den senaste observationen är från 1950-talet. Habitatet utgörs av fuktiga savanner och skogar. En individ vilade i en bergsspricka nära en grotta.